# Urugwaj na Letnich Igrzyskach Olimpijskich 1960
Urugwaj na Letnich Igrzyskach Olimpijskich w 1960 roku reprezentowało 34 zawodników (wszyscy mężczyźni) w 8 dyscyplinach. Nie zdobyli oni podczas olimpiady żadnego medalu dla swej reprezentacji.
Był to ósmy występ Urugwaju na letnich igrzyskach olimpijskich.

## Wyniki zawodników

### Boks
| Zawodnik            | Konkurencja               | 1/32 finału                              | 1/16 finału                               | 1/8 finału                               | Ćwierćfinały     | Półfinały        | Finał/O brąz     | Pozycja | Źródło |
| Zawodnik            | Konkurencja               | Przeciwnik Wynik                         | Przeciwnik Wynik                          | Przeciwnik Wynik                         | Przeciwnik Wynik | Przeciwnik Wynik | Przeciwnik Wynik | Pozycja | Źródło |
| ------------------- | ------------------------- | ---------------------------------------- | ----------------------------------------- | ---------------------------------------- | ---------------- | ---------------- | ---------------- | ------- | ------ |
| Gualberto Gutiérrez | Waga lekka (60 kg)        | BYE                                      | E. Blay Porażka – decyzja sędziów (1-4)   | NQ                                       | NQ               | NQ               | NQ               | 17-32.  | [ 1 ]  |
| Roberto Martínez    | Waga półśrednia (67 kg)   | M. Meier Porażka – decyzja sędziów (1-4) | NQ                                        | NQ                                       | NQ               | NQ               | NQ               | 33.     | [ 2 ]  |
| Pedro Votta Alaggia | Waga lekkośrednia (71 kg) | —                                        | R. Caroli Wygrana – decyzja sędziów (3-2) | C. Bossi Porażka – decyzja sędziów (1-4) | NQ               | NQ               | NQ               | 9-16.   | [ 3 ]  |

### Jeździectwo
| Zawodnik Koń                                                                                    | Konkurencja         | Runda 1.     | Runda 1. | Runda 2.     | Runda 2. | Suma punktów     | Pozycja          | Źródło |
| Zawodnik Koń                                                                                    | Konkurencja         | Punkty karne | Pozycja  | Punkty karne | Pozycja  | Suma punktów     | Pozycja          | Źródło |
| ----------------------------------------------------------------------------------------------- | ------------------- | ------------ | -------- | ------------ | -------- | ---------------- | ---------------- | ------ |
| Germán Mailhos Ferriolo Julian                                                                  | Skoki indywidualnie | 24 pkt       | 27.      | 20 pkt       | 18.      | 44 pkt           | 20.              | [ 4 ]  |
| Rafael Paullier Martínez Arapey                                                                 | Skoki indywidualnie | 32 pkt       | 33.      | 15 pkt       | 11.      | 47 pkt           | 24.              | [ 4 ]  |
| Carlos Colombino Frechou Guanaco                                                                | Skoki indywidualnie | 16 pkt       | 10.      | 43,5 pkt     | 34.      | 59,5 pkt         | 30.              | [ 4 ]  |
| Germán Mailhos Ferriolo Julian Rafael Paullier Martínez Arapey Carlos Colombino Frechou Guanaco | Skoki drużynowe     | 83,75 pkt    | 8.       | DNF          | DNF      | Nieklasyfikowany | Nieklasyfikowany | [ 5 ]  |

### Kolarstwo

#### Kolarstwo szosowe
| Zawodnik                  | Konkurencja                             | Czas | Pozycja | Źródło |
| ------------------------- | --------------------------------------- | ---- | ------- | ------ |
| Rubén Etchebarne Cuestas  | Wyścig indywidualny ze startu wspólnego | DNF  | DNF     | [ 6 ]  |
| Rodolfo Rodino Luzardo    | Wyścig indywidualny ze startu wspólnego | DNF  | DNF     | [ 6 ]  |
| Juan José Timón Bettega   | Wyścig indywidualny ze startu wspólnego | DNF  | DNF     | [ 6 ]  |
| Alberto Velázquez Aguilar | Wyścig indywidualny ze startu wspólnego | DNF  | DNF     | [ 6 ]  |

#### Kolarstwo torowe
| Zawodnik           | Konkurencja  | Czas    | Pozycja | Źródło |
| ------------------ | ------------ | ------- | ------- | ------ |
| Luis Serra Deluchi | 1 km na czas | 1:11.42 | 14.     | [ 7 ]  |

| Zawodnik                                                                                          | Konkurencja                     | Eliminacje         | Ćwierćfinały     | Półfinały        | Finał            | Źródło |
| Zawodnik                                                                                          | Konkurencja                     | Przeciwnik Wynik   | Przeciwnik Wynik | Przeciwnik Wynik | Przeciwnik Wynik | Źródło |
| ------------------------------------------------------------------------------------------------- | ------------------------------- | ------------------ | ---------------- | ---------------- | ---------------- | ------ |
| Alberto Velázquez Aguilar Juan José Timón Bettega Rubén Etchebarne Cuestas Rodolfo Rodino Luzardo | Wyścig drużynowy na dochodzenie | Belgia (1.) 4:58.9 | NQ               | NQ               | NQ               | [ 8 ]  |

### Koszykówka
| Zawodnicy        | Faza grupowa      | Faza grupowa     | Faza grupowa     | Faza grupowa                   | Faza grupowa     | Druga faza grupowa | Druga faza grupowa         | Druga faza grupowa | Druga faza grupowa             | Druga faza grupowa | O miejsca 5-8.         | O miejsca 5-8.   | O miejsca 5-8.                 | O miejsca 5-8.   | Pozycja | Źródło |
| Zawodnicy        | Przeciwnik Wynik  | Przeciwnik Wynik | Przeciwnik Wynik | Punkty Bilans meczów i punktów | Pozycja w grupie | Przeciwnik Wynik   | Przeciwnik Wynik           | Przeciwnik Wynik   | Punkty Bilans meczów i punktów | Pozycja w grupie   | Przeciwnik Wynik       | Przeciwnik Wynik | Punkty Bilans meczów i punktów | Pozycja w grupie | Pozycja | Źródło |
| ---------------- | ----------------- | ---------------- | ---------------- | ------------------------------ | ---------------- | ------------------ | -------------------------- | ------------------ | ------------------------------ | ------------------ | ---------------------- | ---------------- | ------------------------------ | ---------------- | ------- | ------ |
| drużyna mężczyzn | Hiszpania P 72-77 | Polska W 76-72   | Filipiny W 80-76 | 4 pkt 2-0-1 167-164            | 2. (Q)           | ZSRR P 53-89       | Stany Zjednoczone P 50-108 | Jugosławia P 83-94 | 0 pkt 0-0-3 167-164            | 4.                 | Czechosłowacja P 72-98 | Polska P 62-64   | 3 pkt 0-0-3 167-164            | 4.               | 8.      | [ 9 ]  |

#### Skład
- Sergio Matto Suárez
- Raúl Mera Pozzi
- Nelson Chelle Naddeo
- Waldemar Rial Ferrari
- Washington Poyet Carreras
- Carlos Blixen Abella
- Milton Scarón Falero
- Adolfo Lubnicki
- Héctor Costa Massironi
- Danilo Coito
- Edison Ciavattone Sampérez
- Manuel Gadea

Trener: Héctor López Reboledo

### Lekkoatletyka

#### Konkurencje techniczne

##### Mężczyźni
| Zawodnik               | Konkurencja | Eliminacje | Eliminacje | Finał | Finał   | Źródło |
| Zawodnik               | Konkurencja | Wynik      | Pozycja    | Wynik | Pozycja | Źródło |
| ---------------------- | ----------- | ---------- | ---------- | ----- | ------- | ------ |
| Fermín Donazar Zabalza | Skok w dal  | 7,24 m     | 23.        | NQ    | NQ      | [ 10 ] |

### Szermierka
| Zawodnik                   | Konkurencja          | 1. grupa eliminacyjna                                                                     | 1. grupa eliminacyjna | 1. grupa eliminacyjna | 2. grupa eliminacyjna                                                           | 2. grupa eliminacyjna | 2. grupa eliminacyjna | Grupa ćwierćfinałowa                                                                   | Grupa ćwierćfinałowa | Grupa ćwierćfinałowa | Grupa półfinałowa | Grupa półfinałowa | Grupa półfinałowa | Grupa finałowa   | Grupa finałowa | Grupa finałowa | Źródło |
| Zawodnik                   | Konkurencja          | Przeciwnik Wynik                                                                          | Bilans                | Pozycja               | Przeciwnik Wynik                                                                | Bilans                | Pozycja               | Przeciwnik Wynik                                                                       | Bilans               | Pozycja              | Przeciwnik Wynik  | Bilans            | Pozycja           | Przeciwnik Wynik | Bilans         | Pozycja        | Źródło |
| -------------------------- | -------------------- | ----------------------------------------------------------------------------------------- | --------------------- | --------------------- | ------------------------------------------------------------------------------- | --------------------- | --------------------- | -------------------------------------------------------------------------------------- | -------------------- | -------------------- | ----------------- | ----------------- | ----------------- | ---------------- | -------------- | -------------- | ------ |
| Juan Paladino Jaunsolo     | Szabla indywidualnie | W. Żdanowicz P 0:5 J. Debeur P 4:5 E. González W 5:3 A. Csipler W 5:4 B. Pickworth P 4:5  | 2-3                   | 5.                    | NQ                                                                              | NQ                    | NQ                    | NQ                                                                                     | NQ                   | NQ                   | NQ                | NQ                | NQ                | NQ               | NQ             | NQ             | [ 11 ] |
| Teodoro Goliardi Pamparato | Szpada indywidualnie | A. Kwartler W 5:4 M. Funamizu W 5:4 T. V. Xuân W 5:1 D. van Gelder W 5:0 J. Lefèvre P 2:5 | 4-1                   | 1. (Q)                | R. Kárpáti P 0:5 W. Wöhler W 5:4 D. Sande W 5:3 A. Leckie W 5:3                 | 3-1                   | 1. (Q)                | W. Zabłocki P 2:5 A. Gerevich P 0:5 J. Roulot P 3:5 N. Asatiani W 5:2 W. Köstner W 5:1 | 2-3                  | 4.                   | NQ                | NQ                | NQ                | NQ               | NQ             | NQ             | [ 12 ] |
| Juan Paladino Jaunsolo     | Szpada indywidualnie | W. Zabłocki P 2:5 P. Chicca W 5:3 M. Amberg W 5:4 B. Pickworth W 5:3 J. Haschja P 4:5     | 3-2                   | 2. (Q)                | C Arabo P 1:5 Z. Horváth P 1:5 M. D’Asaro P 3:5 L. Rohony P 3:5 G. Ulrich W 5:4 | 1-4                   | 5.                    | NQ                                                                                     | NQ                   | NQ                   | NQ                | NQ                | NQ                | NQ               | NQ             | NQ             | [ 12 ] |

### Wioślarstwo
| Zawodnik                                                       | Konkurencja          | Eliminacje | Eliminacje | Baraże o finał | Baraże o finał | Finał | Finał   | Źródło |
| Zawodnik                                                       | Konkurencja          | Czas       | Pozycja    | Czas           | Pozycja        | Czas  | Pozycja | Źródło |
| -------------------------------------------------------------- | -------------------- | ---------- | ---------- | -------------- | -------------- | ----- | ------- | ------ |
| Paulo Carvalho Sattler Mariano Caulín Bujanda                  | Dwójki podwójne      | 7:38.57    | 4.         | 7:04.78        | 2.             | NQ    | NQ      | [ 13 ] |
| Luis Aguiar Donatti Gustavo Pérez Ariztia Raúl Torrieri Dicono | Dwójki ze sternikiem | 7:38.17    | 3.         | 7:45.02        | 2.             | NQ    | NQ      | [ 14 ] |

### Żeglarstwo
| Zawodnik                                                                         | Konkurencja  |         | Wyścig  | Wyścig  | Wyścig  | Wyścig  | Wyścig  | Wyścig  | Wyścig  | Wynik końcowy | Źródło |
| Zawodnik                                                                         | Konkurencja  | 1       | 2       | 3       | 4       | 5       | 6       | 7       |         | Wynik końcowy | Źródło |
| -------------------------------------------------------------------------------- | ------------ | ------- | ------- | ------- | ------- | ------- | ------- | ------- | ------- | ------------- | ------ |
| Bajazzo - Horacio García Pastori - Gonzalo García Lagos - Víctor Trinchín Maruri | Klasa Dragon | Pozycja | 16.     | 17.     | 6.      | 22.     | 21.     | 24.     | 16.     | 19.           | [ 15 ] |
| Bajazzo - Horacio García Pastori - Gonzalo García Lagos - Víctor Trinchín Maruri | Klasa Dragon | Punkty  | 328 pkt | 302 pkt | 754 pkt | 190 pkt | 210 pkt | 152 pkt | 328 pkt | 2112 pkt      | [ 15 ] |